# ألكساندروس ميخائيل
ألكساندروس ميخائيل (باليونانية: Αλέξανδρος Μιχαήλ)‏ هو لاعب كرة قدم قبرصي، ولد في 15 سبتمبر 1974. شارك مع منتخب قبرص لكرة القدم. أما مع النوادي، فقد لعب مع أبولون ليماسول.

## وصلات خارجية
- ألكساندروس ميخائيل على موقع قاعدة بيانات كرة القدم.إي يو (الإنجليزية)
- ألكساندروس ميخائيل على موقع قاعدة بيانات كرة القدم.إي يو (الإنجليزية)
- ألكساندروس ميخائيل على موقع قاعدة بيانات كرة القدم.إي يو (الإنجليزية)
- ألكساندروس ميخائيل على موقع قاعدة بيانات كرة القدم.إي يو (الإنجليزية)
- ألكساندروس ميخائيل على موقع ناشيونال فوتبول تيمز (الإنجليزية)